# About Last Night
About Last Night è un film del 2014 diretto da Steve Pink.
Il soggetto è basato sul libro del 1974 Sexual Perversity in Chicago di David Mamet ed il film è il remake di A proposito della notte scorsa... (1986). Il film è ambientato a Los Angeles anziché a Chicago.

## Trama
Bernie e Joan iniziano a frequentarsi dopo una notte di sesso, quindi si vedono a un locale portando con loro i propri rispettivi amici, Danny e Debbie. I due, dopo aver lasciato Bernie e Joan da soli, escono insieme e capiscono subito di avere molto in comune, e abbandonandosi alla passione finiscono subito a letto insieme. Danny e Debbie diventano così due "amici con benefici", ma la ragazza si rende conto di provare dei sentimenti più profondi, e di conseguenza lei e Danny intraprendono una relazione seria. Mentre la loro storia fa progressi, quella tra Bernie e Joan finisce in maniera disastrosa, dopo che lui la lascia con una scusa assurda.
Le cose tra Danny e Debbie continuano a migliorare, ma quando Danny riceve un messaggio sul cellulare dalla sua ex, Debbie si sente minacciata e come gesto impulsivo dice a Danny di amarlo. Dopo ciò Danny si sente confuso non capendo cosa vuole, Bernie gli fa capire che in ogni relazione c'è sempre qualcuno che mette più impegno dell'altro, in questo caso Debbie, mentre Danny adesso dovrà sempre mettercela tutta per soddisfare le aspettative della sua ragazza. Le cose tra Bernie e Joan si fanno sempre più tese, infatti non fanno altro che litigare davanti ai loro amici, rendendo le cose imbarazzanti per tutti.
Danny si licenzia dal suo lavoro, quindi decide di lavorare nel bar dell'amico del suo defunto padre, Casey, gestendo insieme l'impresa, intanto lui e Debbie decidono di andare a vivere insieme nell'appartamento di lei. Danny sorprende Debbie mentre fa un test di gravidanza, i due iniziano ad agitarsi, ma il test dà un risultato negativo, Debbie è delusa soprattutto perché Danny è visibilmente felice per la mancata gravidanza. Bernie e Joan continuano a litigare tutte le volte che si vedono, Joan accusa Bernie di essere un codardo visto che a suo dire l'ha lasciata solo perché si stava innamorando di lei. Debbie va via fuori città per lavoro con un suo collega, nonché suo ex, il quale, dopo che lui e Debbie vanno in albergo, ci prova con lei, ma la ragazza lo respinge perché ama Danny, anche lui intanto ha modo di rivedere la sua ex, la quale si ubriaca, dunque Danny la porta a casa sua e nonostante lei cerchi di sedurlo, lui la respinge.
Durante la sera dell'ultimo dell'anno, Danny, Debbie, Bernie e Joan passano la notte in un locale, ma Debbie preferisce ritornare a casa, cercando di convincere Danny a venire via con lei, ma lui preferisce restare al locale a divertirsi, e questo sfocia nell'ennesimo contrasto tra i due. Quando Danny torna a casa vede che Debbie sta preparando le valigie, lei infatti ha deciso di lasciarlo e di trasferirsi da Joan, dopo un'accesa discussione entrambi ammettono quello che è quasi successo con i loro rispettivi ex quando Debbie era fuori città, lei accusa Danny di non essersi mai veramente impegnato nella loro relazione, e che per tutto questo tempo lui l'ha solo vista come una lunga avventura.
Danny non ci mette molto a capire di aver fatto uno sbaglio a lasciar andare via Debbie, nel mentre scopre che Bernie e Joan hanno ripreso a frequentarsi, dato che li ha sorpresi a letto insieme, Danny non capisce come sia possibile che loro due stiano insieme visto che non fanno altro che litigare, ma Bernie gli fa capire che nonostante lui e Joan siano due persone dal carattere stravagante, il bello della loro relazione è che si accettano per quello che sono. Debbie decide di lasciare la casa di Joan e di andare a vivere per conto suo, soprattutto ora che lei e Bernie hanno deciso di vivere insieme. La sera del compleanno di Joan, lei, Bernie e i loro amici vanno a festeggiarlo in un locale, alla fine Bernie confessa a Joan di amarla. Mentre Danny e Debbie vanno al compleanno dell'amica, i due si incrociano e hanno modo di discutere, Danny si scusa con lei ammettendo che aveva ragione nell'accusarlo di non essersi impegnato abbastanza nella loro relazione, lei lo perdona. Il finale tra i due è aperto, non è chiaro se torneranno insieme, ma decidono per il momento di rimanere buoni amici.